# 鈴木右文
鈴木 右文（すずき ゆうぶん）は、日本の英語学者、言語学者。現在、九州大学大学院言語文化研究院言語環境学部門言語情報学教授、同大学大学院経済学府産業マネジメント専攻教授。専門は、英語教育であり、特に英文法理論、コンピュータによる英語教育をテーマとすると同時に趣味でもある映画関係の授業も行っている。FM FUKUOKA「BBIQモーニングビジネススクール」スピーカーもつとめる。

## 略歴
- 1982年：千葉県立千葉高等学校卒業
- 1986年：早稲田大学教育学部英語英文学科卒業
- 1988年：千葉大学大学院文学研究科欧米言語文化専攻修士課程修了（文学修士）
- 1989年：千葉大学文学部研究生
- 1992年：東京都立大学大学院人文科学研究科英文学専攻博士課程所要年限在籍所要単位取得退学
- 1992年：九州大学言語文化部英語科専任講師
- 1993年：同大学言語文化部英語科助教授
- 2000年：同大学大学院言語文化研究院言語科学部門言語情報学講座助教授
- 2007年：同大学大学院言語文化研究院言語環境学部門言語情報学講座准教授[1]
- 2015年：同大学大学院言語文化研究院言語環境学部門言語情報学講座教授

## 著書
- 仮想空間文字チャットによる英語対話演習授業（花書院、2011年）
- ケンブリッジ大学英語・学術研修への招待―名門校で学ぶ,暮らす,国際人になる（九州大学出版会、2013年）